# Franco Antonelli
Franco Antonelli (Collazzone, 28 marzo 1934 – Torino, 31 gennaio 2022) è stato un mezzofondista italiano.

## Biografia
Nato nel 1934 a Collazzone, in provincia di Perugia, a 26 anni ha partecipato ai Giochi olimpici di Roma 1960 nei 10000 m, terminando 27º con il tempo di 30'39"40.
È stato campione italiano nei 10000 m nel 1961 in 30'41"6.
Nel 1962 ha vinto il Giro al Sas a Trento.

## Palmarès
| Anno | Manifestazione  | Sede | Evento        | Risultato | Prestazione | Note |
| ---- | --------------- | ---- | ------------- | --------- | ----------- | ---- |
| 1960 | Giochi olimpici | Roma | 10000 m piani | 27º       | 30'39"40    |      |

## Campionati nazionali
- 1 volta campione nazionale nei 10000 m piani (1961)

1961
- Oro ai campionati italiani assoluti, 10000 m piani - 30'41"6

## Altre competizioni internazionali
1962
- Oro al Giro al Sas ( Trento)